# PJ Masks
PJ Masks (bra: PJ Masks: Heróis de Pijama) é uma série de desenho animado britânico-francesa produzido pela Entertainment One, Frog Box, Nelvana, DHX Media, Spin Master, TeamTO e Disney Junior. A série foi baseada na série de livros Les Pyjamasques de autor francês, Romuald Racioppo. É exibido pela Disney Junior nos Estados Unidos em 18 de setembro de 2015, bem como no Brasil e em Portugal. Em Portugal, a série estreou em 11 de janeiro de 2016, e no Brasil, estreou em 26 de setembro de 2016 pela Disney Junior Brasil. A segunda temporada estreou em 15 de janeiro de 2018 nos Estados Unidos. No Brasil, estreou a 7 de maio de 2018 e em Portugal a 17 de fevereiro de 2018. Em 12 de março de 2018, estreou na TV aberta pelo canal TV Cultura. A terceira temporada estreou em 19 de abril de 2019 nos Estados Unidos. No Brasil, estreou em 8 de setembro de 2019 e em Portugal, em 2 de setembro de 2019. Nos Estados Unidos, A quarta temporada estava programada para estrear em abril de 2020, mas devido à pandemia de COVID-19 foi adiada para 15 de maio de 2020. No Brasil, estreou em 27 de fevereiro de 2021 e em Portugal em 17 de outubro de 2020. A quinta temporada estreou em 13 de agosto de 2021 nos Estados Unidos, no Brasil, em 8 de junho de 2022 na Disney + e em 4 de julho em Disney Channel e em Portugal, em 16 de outubro de 2021.
Desde a sexta temporada, a série foi renomeada "PJ Masks: Power Heroes" e estreou em 19 de abril de 2023 nos Estados Unidos, lançando os primeiros 7 episódios de forma inédita na Disney +.  Estreou em 24 de abril no Brasil e em 28 de abril em Portugal.

## Enredo
Durante o dia, três crianças de 6 anos de idade, Connor, Amaya e Greg são vizinhos, colegas de classe e melhores amigos. Mas à noite, eles se tornam Menino-Gato, Corujita e Lagartixo, e eles se transformam nos PJ Masks. Juntos, combatem o crime contra vilões enquanto aprendem lições valiosas.

## Episódios
| Temporada | Temporada | Episódios | Estados Unidos         | Estados Unidos          | Brasil                  | Brasil                 | Portugal                | Portugal              |
| Temporada | Temporada | Episódios | Começar                | Final                   | Começar                 | Final                  | Começar                 | Final                 |
| --------- | --------- | --------- | ---------------------- | ----------------------- | ----------------------- | ---------------------- | ----------------------- | --------------------- |
|           | 1         | 26        | 18 de setembro de 2015 | 17 de fevereiro de 2017 | 26 de setembro de 2016  | 14 de abril de 2017    | 11 de janeiro de 2016   | 4 de maio de 2017     |
|           | 2         | 26        | 15 de janeiro de 2018  | 22 de março de 2019     | 7 de maio de 2018       | 21 de junho de 2019    | 17 de fevereiro de 2018 | 8 de janeiro de 2019  |
|           | 3         | 26        | 19 de abril de 2019    | 13 de março de 2020     | 8 de setembro de 2019   | 5 de dezembro de 2020  | 2 de setembro de 2019   | 8 de julho de 2020    |
|           | 4         | 25        | 15 de maio de 2020     | 7 de junho de 2021      | 27 de fevereiro de 2021 | 14 de dezembro de 2021 | 17 de outubro de 2020   | 17 de junho de 2021   |
|           | 5         | 26        | 13 de agosto de 2021   | 18 de novembro de 2022  | 8 de junho de 2022      | 7 de dezembro de 2022  | 16 de outubro de 2021   | 2 de dezembro de 2022 |
|           | 6         | 23        | 19 de abril de 2023    | 15 de abril de 2024     | 24 de abril de 2023     | ASA                    | 28 de abril de 2023     | ASA                   |

### Primeira temporada (2015-2017)
| #   | Títulos | Dirigido por                          | Escrito por                        | Estreias                                                               | Audiência (em milhões) |
| --- | --- | ------------------------------------- | ---------------------------------- | ---------------------------------------------------------------------- | ---------------------- |
| 1a  | "É tudo culpa do trem, Corujita (BR) Calma, não vamos perder o comboio, Corujinha (PT)" "Blame It on the Train, Owlette"                                                 | Christian De Vita                     | Sasha Paladino                     | 18 de setembro de 2015 26 de setembro de 2016 11 de janeiro de 2016    | 0.89                   |
| 1b  | "A crise nebulosa do Menino Gato (BR) A nuvem negra do Catboy (PT)" "Catboy's Cloudy Crisis"                                                                             | Christian De Vita                     | Lisa Akhurst                       | 18 de setembro de 2015 26 de setembro de 2016 12 de janeiro de 2016    | 0.89                   |
| 2a  | "Corujita e a fúria da fina flecha (BR) Corujinha e a fabulosa luz luminosa (PT)" "Owlette and the Flash Flip Trip"                                                      | Christian De Vita                     | Lisa Arkhurst                      | 18 de setembro de 2015 27 de setembro de 2016 13 de janeiro 2016       | 0.65                   |
| 2b  | "O Menino Gato e a britapuladeira (BR) Catboy e a luva saltitona (PT)" "Catboy and the Pogo-Dozer"                                                                       | Christian De Vita                     | Tom Stevenson                      | 18 de setembro de 2015 27 de setembro de 2016 14 de janeiro de 2016    | 0.65                   |
| 3a  | "Lagartixo e os Super Ninjalinos (BR) Gekko e os Super Ninjalinos (PT)" "Gekko and the Super Ninjalinos"                                                                 | Christian De Vita                     | Simon Nicholson                    | 25 de setembro de 2015 28 de setembro de 2016 15 de janeiro de 2016    | 1.06                   |
| 3b  | "Corujita e o terrível problema do pterodádilo (BR) Corujinha e o pavoroso susto com o pterodáctilo (PT)" "Owlette's Terrible Pterodactyl Trouble"                       | Christian De Vita                     | Gerard Foster                      | 25 de setembro de 2015 28 de setembro de 2016 18 de janeiro de 2016    | 1.06                   |
| 4a  | "O Menino Gato e o encolhedor (BR) Catboy e o encolhedor (PT)" "Catboy and the Shrinker"                                                                                 | Christian De Vita                     | Simon Nicholson                    | 2 de outubro de 2015 29 de setembro de 2016 19 de janeiro de 2016      | 1.52                   |
| 4b  | "Corujita e a Bola-Lua (BR) Corujinha e a Bola Lunar (PT)" "Owlette and the Moon-Ball"                                                                                   | Christian De Vita                     | Gerard Foster                      | 2 de outubro de 2015 29 de setembro de 2016 20 de janeiro de 2016      | 1.52                   |
| 5a  | "O Menino Gato e a brigada das borboletas (BR) Catboy e a brigada de borboletas (PT)" "Catboy and the Butterfly Brigade"                                                 | Christian De Vita                     | Tom Stevenson                      | 9 de outubro de 2015 30 de setembro de 2016 21 de janeiro de 2016      | 1.38                   |
| 5b  | "Corujita, a vencedora (BR) Corujinha, a campeã (PT)" "Owlette the Winner"                                                                                               | Christian De Vita                     | Ashley Mendoza                     | 9 de outubro de 2015 30 de setembro de 2016 2016 22 de janeiro de 2016 | 1.38                   |
| 6a  | "Fale, Lagartixo! (BR) Fala, Gekko! (PT)" "Speak UP, Gekko!" | Christian De Vita                     | Ross Hastings                      | 16 de outubro de 2015 3 de outubro de 2016 25 de janeiro de 2016       | 1.18                   |
| 6b  | "O Menino Gato e a espada do Mestre Fang (BR) Catboy e a espada do Mestre Fang (PT)" "Catboy and Master Fang's Sword"                                                    | Christian De Vita                     | Sylvie Barro e Kathryn Walton Ward | 16 de outubro de 2015 3 de outubro de 2016 26 de janeiro de 2016       | 1.18                   |
| 7a  | "Menino Gato contra o Robô Gato (BR) Catboy contra Robô-Cat (PT)" "Catboy VS. Robo-Cat"                                                                                  | Christian De Vita e Wilson Dos Santos | Justine Cheynet                    | 23 de outubro de 2015 4 de outubro de 2016 27 de janeiro de 2016       | 1.35                   |
| 7b  | "Corujita e a coruja para doar" (BR) Corujinha e a coruja da dádiva (PT)" "Owlette and the Giving Owl"                                                                   | Christian De Vita                     | Ross Hastings                      | 23 de outubro de 2015 4 de outubro de 2016 28 de janeiro de 2016       | 1.35                   |
| 8a  | "Menino Gato e o grande resgate do bolo de aniversário (BR) Catboy e a incrível operação de salvamento do bolo de anos (PT)" "Catboy and the Great Birthday Cake Rescue" | Christian De Vita                     | Gerard Foster                      | 30 de outubro de 2015 5 de outubro de 2016 29 de janeiro de 2016       | 1.14                   |
| 8b  | "Lagartixo e o Roncossauro (BR) Gekko e o Ressonossauro (PT)" "Gekko and the Snore-A-Saurus"                                                                             | Christian De Vita                     | Tom Stevenson                      | 30 de outubro de 2015 5 de outubro de 2016 1 de fevereiro de 2016      | 1.14                   |
| 9a  | "Cuidando do Lagartixo (BR) O Gekko ainda precisa de ajuda (PT)" "Looking After Gekko"                                                                                   | Christian De Vita                     | Christian De Vita                  | 6 de novembro de 2015 6 de outubro de 2016 2 de fevereiro de 2016      | 1.20                   |
| 9b  | "Menino Gato e o Ninjalino pequenino (BR) Catboy e o mini mini Ninjalino (PT)" "Catboy and the Teeny Weeny Ninjalino"                                                    | Christian De Vita e Wilson Dos Santos | Tom Stevenson                      | 6 de novembro de 2015 6 de outubro de 2016 3 de fevereiro de 2016      | 1.20                   |
| 10a | "Menino Gato e o problema do ingresso (BR) O bilhete do Catboy (PT)" "Catboy's Tricky Ticket"                                                                            | Christian De Vita                     | Justine Cheynet                    | 13 de novembro de 2015 7 de outubro de 2016 4 de fevereiro de 2016     | 0.97                   |
| 10b | "Lagartixo e o sumiço do Lagartixomóvel (BR) Gekko e o desaparecimento do Gekko-móvel (PT)" "Gekko and the Missing Gekko-Mobile"                                         | Christian De Vita e Wilson Dos Santos | Tom Stevenson                      | 13 de novembro de 2015 7 de outubro de 2016 5 de fevereiro de 2016     | 0.97                   |
| 11a | "O fiasco do voo do Menino Gato (BR) O voo vulnerável do Catboy (PT)" "Catboy's Flying Fiasco"                                                                           | Christian De Vita e Wilson Dos Santos | Ashley Mendoza                     | 20 de novembro de 2015 10 de outubro de 2016 8 de fevereiro de 2016    | 1.05                   |
| 11b | "Os espirros de ficar em casa do Lagartixo (BR) Gekko e os super espirros (PT)" "Gekko's Stay-at-Home Sneezes"                                                           | Christian De Vita e Wilson Dos Santos | Tom Stevenson                      | 20 de novembro de 2015 10 de outubro de 2016 9 de fevereiro de 2016    | 1.05                   |
| 12a | "O Lagartixo salva o Natal (BR) Gekko salva o Natal (PT)" "Gekko Saves Christmas"                                                                                        | Christian De Vita                     | Justine Cheynet                    | 4 de dezembro de 2015 8 de dezembro de 2016 3 de dezembro de 2016      | 1.17                   |
| 12b | "O belo plano gelado do Lagartixo (BR) O grande plano do Gekko para combater o gelo (PT)" "Gekko's Nice Ice Plan"                                                        | Christian De Vita                     | Lisa Arkhurst                      | 4 de dezembro de 2015 8 de dezembro de 2016 3 de dezembro de 2016      | 1.17                   |
| 13a | "Lagartixo e o problema com a lua (BR) Gekko e o problema da lua luzidia (PT)" "Gekko and the Mighty Moon Problem"                                                       | Christian De Vita                     | Ashley Mendoza                     | 11 de dezembro de 2015 11 de outubro de 2016 10 de fevereiro de 2016   | 1.23                   |
| 13b | "O Menino Gato desajeitado (BR) Catboy desastrado (PT)" "Clumsy Catboy"                                                                                                  | Christian De Vita                     | Lienne Sawatsky e Dan Williams     | 11 de dezembro de 2015 11 de outubro de 2016 11 de fevereiro de 2016   | 1.23                   |
| 14a | "A confusão robô do Menino Gato e do Lagartixo (BR) Catboy e Gekko contra o robô rebelde (PT)" Catboy and Gekko's Robot Rampage"                                         | Christian De Vita e Wilson Dos Santos | Craig Martin                       | 22 de janeiro de 2016 12 de outubro de 2016 12 de fevereiro de 2016    | ASA                    |
| 14b | " A amiga voadora da Corujita (BR) A Corujinha e a sua amiga ave (PT)" "Owlette's Feathered Friend"                                                                      | Christian De Vita                     | Lisa Arkhurst                      | 22 de janeiro de 2016 12 de outubro de 2016 15 de fevereiro de 2016    | ASA                    |
| 15a | "Corujita e a batalha dos quartéis generais (BR) Corujinha e o combate entre sedes (PT)" "Owlette and the Battling Headquarters"                                         | Christian De Vita                     | Dave Dias                          | 29 de janeiro de 2016 13 de outubro de 2016 21 de março de 2016        | ASA                    |
| 15b | "Lagartixo e a confusão no museu (BR) Gekko e o movimento no museu (PT)" "Gekko and the Mayhem at the Museum"                                                            | Christian De Vita e Wilson Dos Santos | Agnès Slimovici e Isabelle Bottier | 29 de janeiro de 2016 13 de outubro de 2016 22 de março de 2016        | ASA                    |
| 16a | "O Menino Gato assume o controle (BR) Catboy assume o controlo (PT)" "Catboy Takes Control"                                                                              | Christian De Vita e Wilson Dos Santos | Lisa Akhurst                       | 5 de fevereiro de 2016 14 de outubro de 2016 23 de março de 2016       | ASA                    |
| 16b | "Corujita e os dois erros (BR) A vingança da Corujinha (PT)" "Owlette's Two Wrongs"                                                                                      | Christian De Vita                     | Justine Cheynet                    | 5 de fevereiro de 2016 14 de outubro de 2016 23 de março de 2016       | ASA                    |
| 17a | "Lagartixo flutuando (BR) Gekko flutuando (PT)" "Gekko Floats" | Christian De Vita                     | Stephen Senders                    | 12 de fevereiro de 2016 9 de janeiro de 2017 3 de fevereiro de 2017    | ASA                    |
| 17b | "A maravilha de duas rodas do Menino Gato (BR) Catboy, um prodígio sobre duas rodas (PT)" "Catboy's Two-Wheeled Wonder"                                                  | Christian De Vita                     | Lisa Akhurst                       | 12 de fevereiro de 2016 9 de janeiro de 2017 3 de fevereiro de 2016    | ASA                    |
| 18a | "A grande apresentação do Menino Gato (BR) O grande concerto do Catboy (PT)" "Catboy's Great Gig"                                                                        | Christian De Vita e Wilson Dos Santos | Lisa Akhurst                       | 18 de março de 2016 10 de janeiro de 2017 25 de janeiro de 2017        | ASA                    |
| 18b | "O novo movimento da Corujita (BR) O novo golpe da Corujinha (PT)" "Owlette's New Move"                                                                                  | Christian De Vita                     | Andrew Healey                      | 18 de março de 2016 10 de janeiro de 2017 25 de janeiro de 2017        | ASA                    |
| 19a | "Corujita supersônica (BR) Corujinha supersónica (PT)" "Supersonic Owlette"                                                                                              | Christian De Vita                     | Sylvie Barro e Kathryn Walton Ward | 1 de abril de 2016 11 de janeiro de 2017 26 de fevereiro de 2017       | ASA                    |
| 19b | "Menino Gato e o estilingue de grude grudento (BR) Catboy e a fisga de jato gelatinoso (PT)" "Catboy and the Sticky Splat Slingshot"                                     | Christian De Vita                     | Ashley Mendoza                     | 1 de abril de 2016 11 de janeiro de 2017 26 de fevereiro de 2017       | ASA                    |
| 20a | "Corujita, a única (BR) A única e incomparável Corujinha (PT)" "Owlette of a Kind"                                                                                       | Christian De Vita                     | Amy Benham                         | 22 de abril de 2016 12 de janeiro de 2017 22 de março de 2017          | ASA                    |
| 20b | "Bata o tambor, Menino Gato (BR) Catboy marca o ritmo (PT)" "Beat the Drum, Catboy"                                                                                      | Christian De Vita                     | Tom Stevenson                      | 22 de abril de 2016 12 de janeiro de 2017 22 de março de 2017          | ASA                    |
| 21a | "Menino Gato ao quadrado (BR) Catboy ao quadrado (PT)" "Catboy Squared"                                                                                                  | Christian De Vita                     | Justine Cheynet                    | 24 de junho de 2016 13 de janeiro de 2017 7 de março de 2017           | ASA                    |
| 21b | "O super sentido de lagarto do Lagartixo (BR) O super-sentido reptil do Gekko (PT)" "Gekko's Super Gekko Sense"                                                          | Christian De Vita                     | Justine Cheynet                    | 24 de junho de 2016 13 de janeiro de 2017 7 de março de 2017           | ASA                    |
| 22a | "Corujita e os Corujitos (BR) Corujinha e os Corujisinhos (PT)" "Owlette and the Owletteenies"                                                                           | Christian De Vita e Wilson Dos Santos | Rachel Murrell                     | 15 de julho de 2016 10 de abril de 2017 30 de abril de 2017            | ASA                    |
| 22b | "Não foi culpa do Lagartixo (BR) Gekko o lança-culpas (PT)" "Gekko's Blame Campaign"                                                                                     | Christian De Vita                     | Tom Stevenson                      | 15 de julho de 2016 10 de abril de 2017 30 de abril de 2017            | ASA                    |
| 23a | "Corujita e a flor da lua (BR) Corujinha e a flor da lua (PT)" "Owlette and the Moonflower"                                                                              | Christian De Vita e Wilson Dos Santos | Gerald Foster                      | 19 de agosto de 2016 11 de abril de 2017 1 de maio de 2017             | ASA                    |
| 23b | "Lagartixo em câmera lenta (BR) Gekko o tardoroço (PT)" "Slowpoke Gekko"                                                                                                 | Christian De Vita e Wilson Dos Santos | Andrew Healey                      | 19 de agosto de 2016 11 de abril de 2017 1 de maio de 2017             | ASA                    |
| 24a | "Menino Gato e a cúpula lunar (BR) Catboy e a cúpula lunar (PT)" "Catboy and the Lunar Dome"                                                                             | Christian De Vita e Wilson Dos Santos | Justine Cheynet                    | 21 de outubro de 2016 12 de abril de 2017 2 de maio de 2017            | ASA                    |
| 24b | "Lagartixo e a pedra de todo o poder (BR) Gekko e a pedra de o poder maior (PT)" "Gekko and the Rock of All Power"                                                       | Christian De Vita e Wilson Dos Santos | Ashley Mendoza                     | 21 de outubro de 2016 12 de abril de 2017 2 de maio de 2017            | ASA                    |
| 25a | "Lagartixo tamanho gigante (BR) Gekko o gigante (PT)" "Super-Sized Gekko"                                                                                                | Christian De Vita e Wilson Dos Santos | Jonah Stroh                        | 2 de dezembro de 2016 13 de abril de 2017 3 de maio de 2017            | ASA                    |
| 25b | "Voando aos céus, Corujita (BR) Corujinha voar voar (PT)" "Take to the Skies, Owlette"                                                                                   | Christian De Vita                     | Lisa Akhurst                       | 2 de dezembro de 2016 13 de abril de 2017 3 de maio de 2017            | ASA                    |
| 26a | "Mais devagar, Menino Gato (BR) Mais devagar, Catboy (PT)" "Slow Down, Catboy!"                                                                                          | Christian De Vita                     | Sylvie Barro e Kathryn Walton Ward | 17 de fevereiro de 2017 14 de abril de 2017 4 de maio de 2017          | ASA                    |
| 26b | "A pedra especial do Lagartixo (BR) A pedra especial do Gekko (PT)" "Gekko's Special Rock"                                                                               | Christian De Vita                     | Justine Cheynet                    | 17 de fevereiro de 2017 14 de abril de 2017 4 de maio de 2017          | ASA                    |

### Temporada 2 (2018-2019)
| #   | Título                                                                    | Produção                              | Cenário         | Primeira transmissão                        |
| --- | ------------------------------------------------------------------------- | ------------------------------------- | --------------- | ------------------------------------------- |
| 1a  | "Bolas Lunatizadoras" (BR) "Moonfizzle Balls"                             | Christian de Vita e Wilson dos Santos | Lisa Akhurst    | 24 de agosto de 2018                        |
| 1b  | "Ninjalinos do Futebol" (BR) "Soccer Ninjalinos"                          | Christian de Vita                     | Ashley Mendoza  | 25 de outubro de 2018 5 de novembro de 2018 |
| 2a  | "Lionelssauro" (BR) "Lionel-Saurus"                                       | Christian de Vita                     | Justine Cheynet | em 27 de outubro de 2018                    |
| 2b  | "O Bichinho de Pelúcia do Menino-gato" (BR) "Catboy's Cuddly"             | Christian de Vita                     |                 |                                             |
| 3a  | "Duplinha Terrível" (BR) Terrible Two-Some"                               | Christian de Vita                     |                 |                                             |
| 3b  | "O Problema da Corujita Com a Garota Lunar" (BR) "Owlette's Luna Trouble" | Christian de Vita                     |                 |                                             |
| 4a  | "A Noite do Gato" (BR) "Night of the Cat"                                 | Christian de Vita                     |                 |                                             |
| 4b  | "Lá Vai o Menino-Gato de Novo" (BR) "Catboy Does It Again"                | Christian de Vita                     |                 |                                             |
| 5a  | "Mariposas Ninja" (BR) "Ninja Moths"                                      | Christian de Vita                     |                 |                                             |
| 5b  | "Quem Tem o Poder Coruja?" (BR) "Who's Got the Owl Power?"                | Christian de Vita                     |                 |                                             |
| 6a  | "PJ Pinball" (BR) "PJ Pinball"                                            | Christian de Vita                     |                 |                                             |
| 6b  | "Pula-Tron" (BR) "Bounce-a-Tron"                                          | Christian de Vita                     |                 |                                             |
| 7a  | "PJ Robô" (BR) "PJ Robot"                                                 | Christian de Vita                     |                 |                                             |
| 7b  | "Poderes PJ Novos" (BR) "PJ Power Up"                                     | Christian de Vita                     |                 |                                             |
| 8a  | "Carros Alegóricos Malucos" (BR) "Wacky Floats"                           | Christian de Vita                     |                 |                                             |
| 8b  | "O Disfarce do Romeu" (BR) "Romeo's Disguise"                             | Christian de Vita                     |                 |                                             |
| 9a  | "Lunática: A Corrida Até a Lua" (BR) "Moonstruck: Race to the Moon"       | Christian de Vita                     |                 |                                             |
| 9b  | "Lunática: A Fortaleza da Lua" (BR) "Moonstruck: Lunar Fortress"          | Christian de Vita                     |                 |                                             |
| 10a | "O Gato de Estimação do Robô" (BR) "Robot's Pet Cat"                      | Christian de Vita                     |                 |                                             |
| 10b | "Lagartixo, o Mestre das Profundezas" (BR) "Gekko, Master of the Deep"    | Christian de Vita                     |                 |                                             |
| 11a | "Que Vença o Melhor Poder" (BR) "May the Best Power Win"                  | Christian de Vita                     |                 |                                             |
| 11b | "Visão Lunar" (BR) "Moonbreaker"                                          | Christian de Vita                     |                 |                                             |
| 12a | "Corrida até a Montanha do Mistério" (BR) "Race Up Mystery Mountain"      | Christian de Vita                     |                 |                                             |
| 12b | "O Prisioneiro da Montanha" (BR) "The Mountain Prisoner"                  | Christian de Vita                     |                 |                                             |
| 13a | "As Crianças Lobinhos" (BR) "The Wolfy Kids"                              | Christian de Vita                     |                 |                                             |
| 13b | "Lobossauro" (BR) "Wolf-O-Saurus"                                         | Christian de Vita                     |                 |                                             |
| 14a | "Lobinhos de Páscoa" (BR) "Easter Wolfies"                                | Christian de Vita                     |                 |                                             |
| 14b | "Garota Lunar e os Lobinhos" (BR) "Luna and the Wolfies"                  | Christian de Vita                     |                 |                                             |
| 14a | "Sem Mais Menino-Gato" (BR) "Catboy No More"                              | Christian de Vita                     |                 |                                             |
| 14b | "Lagartixo Vs. o Vulcão de Grude" (BR) "Gekko Vs. the Splatcano"          | Christian de Vita                     |                 |                                             |
| 15a | "Conheçam o Tom Tatu" (BR) "Meet Armadylan"                               | Christian de Vita                     |                 |                                             |
| 15b | "Corujita Invisível" (BR) "Invisible Owlette"                             | Christian de Vita                     |                 |                                             |
| 16a | "Montanha Lobo" (BR) "Wolfy Mountain"                                     | Christian de Vita                     |                 |                                             |
| 16b | "O Plano Cristalino do Romeo" (BR) "Romeo's Crystal Clear Plan"           | Christian de Vita                     |                 |                                             |
| 17a | "Ajudante de ninguém" (BR) "Nobody's Sidekick"                            | Christian de Vita                     |                 |                                             |
| 17b | "A ameaça do Tom Tatu" (BR) "Armadylan Menace"                            | Christian de Vita                     |                 |                                             |
| 18a | "A Alga do Poder" (BR) "Power Pondweed"                                   | Christian de Vita                     |                 |                                             |
| 18b | "A Corujita confessa tudo" (BR) "Owlette Comes Clean"                     | Christian de Vita                     |                 |                                             |
| 19  | "Travessuras do Dia das Bruxas" (BR) "Halloween Tricksters"               | Christian de Vita                     |                 |                                             |
| 20a | "Os Lobinhos Tomam o QG" (BR) "The Wolfies Take HQ"                       | Christian de Vita                     |                 |                                             |
| 20b | "O Lobinho Bom" (BR) "The Good Wolfy"                                     | Christian de Vita                     |                 |                                             |
| 21a | "O Lobinho Bom" (BR) "The Wolfy Plan"                                     | Christian de Vita                     |                 |                                             |
| 21b | "O Roubo do Lagarto" (BR) "The Lizard Theft"                              | Christian de Vita                     |                 |                                             |
| 22a | "PJ Tatu" (BR) "PJ Dylan"                                                 | Christian de Vita                     |                 |                                             |
| 22b | "Com o Tatu e o Perigo" (BR) "Armadylan'd and Dangerous"                  | Christian de Vita                     |                 |                                             |
| 23a | "Os bonequinhos do Romeo" (BR) "Romeo's Action Toys"                      | Christian de Vita                     |                 |                                             |
| 23b | "O Gongo da Dragoa" (BR) "The Dragon Gong"                                | Christian de Vita                     |                 |                                             |
| 24a | "O voo do Ninja" (BR) "Flight of the Ninja"                               | Christian de Vita                     |                 |                                             |
| 24b | "Montanha Romeo" (BR) "Romeocoaster"                                      | Christian de Vita                     |                 |                                             |
| 25a | "Lagartixo e o Raio do Oposto" (BR) "Gekko and the Opposite Ray"          | Christian de Vita                     |                 |                                             |
| 25b | "PJ Masks contra Vilões Unidos" (BR) "PJ Masks vs. Bad Guys United"       | Christian de Vita                     |                 |                                             |
| 26a | "Lobinhos de Páscoa" (BR) "Easter Wolfies"                                | Christian de Vita                     |                 |                                             |
| 26b | "Garota Lunar e os Lobinhos" (BR) "Luna and the Wolfies"                  | Christian de Vita                     |                 |                                             |

### 3ª Temporada (2019-2020)
|     |     | Títulos                                                             | Dirigido por      | Escrito por | Estréia | Cód. de produção |
| --- | --- | ------------------------------------------------------------------- | ----------------- | ----------- | ------- | ---------------- |
| 53  | 1   | "Loucura da Lua (BR)" "Moon Madness"                                | Christian De Vita | ASA         | ASA     | 0.71             |
| 54a | 2a  | "Tom Tatu e Robette no Comando (BR)" "Armadylan and Robette Rule"   | Christian De Vita | ASA         | ASA     | 0.71             |
| 54b | 2b  | "Tom Tatu Zen (BR)" "Armadylan Zen"                                 | Christian De Vita | ASA         | ASA     | 0.71             |
| 55a | 3a  | "A Maneira do Lobinho (BR)" "Way of the Woofy"                      | Christian De Vita | ASA         | ASA     | 0.71             |
| 55b | 3b  | "Lobisninjas (BR)" "Werejalinos"                                    | Christian De Vita | ASA         | ASA     | 0.71             |
| 56a | 4a  | "PJ Cometa (BR)" "PJ Comet"                                         | Christian De Vita | ASA         | ASA     | 0.71             |
| 56b | 4b  | "Mariposas Brilhantes (BR)" "Glowy Moths"                           | Christian De Vita | ASA         | ASA     | 0.71             |
| 57a | 5a  | "O Professor Vira Ninja (BR)" "Teacher Goes Ninja"                  | Christian De Vita | ASA         | ASA     | 0.71             |
| 57b | 5b  | "O Robô Danificado (BR)" "Robot Goes Wrong"                         | Christian De Vita | ASA         | ASA     | 0.71             |
| 58a | 6a  | "Os Poderes do Lionel (BR)" "Lionel's Powers"                       | Christian De Vita | ASA         | ASA     | 0.71             |
| 58b | 6b  | "Melhores Amigos Para Sempre (BR)" "Best Friends Forever"           | Christian De Vita | ASA         | ASA     | 0.71             |
| 59  | 7   | "Conheçam An Yu (BR)" "Meet An Yu"                                  | Christian De Vita | ASA         | ASA     | 0.71             |
| 60a | 8a  | "Conheçam An Yu (BR)" "The Moon Prix"                               | Christian De Vita | ASA         | ASA     | 0.71             |
| 60b | 8b  | "Piratas Ahoy! (BR)" "Pirates Ahoy!"                                | Christian De Vita | ASA         | ASA     | 0.71             |
| 61a | 9a  | "O Segredo do Templo (BR)" "The Secret of the Pagoda"               | Christian De Vita | ASA         | ASA     | 0.71             |
| 61b | 9b  | "Tempestade do Ninja (BR)" "Storm of the Ninja"                     | Christian De Vita | ASA         | ASA     | 0.71             |
| 62a | 10a | "Tatu-líder (BR)" "Arma-leader"                                     | Christian De Vita | ASA         | ASA     | 0.71             |
| 62b | 10b | "O Deslize da Corujita (BR)" "Owlette Slips Up"                     | Christian De Vita | ASA         | ASA     | 0.71             |
| 63  | 11  | "O Monstro de Grude (BR)" "The Splat Monster"                       | Christian De Vita | ASA         | ASA     | 0.71             |
| 64a | 12a | "A Mariposa na Lua (BR)" "Moth on the Moon"                         | Christian De Vita | ASA         | ASA     | 0.71             |
| 64b | 12b | "Voando para a Lua (BR)" "Fly Me To The Moon"                       | Christian De Vita | ASA         | ASA     | 0.71             |
| 65a | 13a | "A Birra Cósmica da Garota Lunar (BR)" "Luna's Cosmic Tantrum"      | Christian De Vita | ASA         | ASA     | 0.71             |
| 65b | 13b | "Mariposuki, a Melhor (BR)" "Motsuki, The Best"                     | Christian De Vita | ASA         | ASA     | 0.71             |
| 66a | 14a | "Rodas de Um Herói (BR)" "Wheels of a Hero"                         | Christian De Vita | ASA         | ASA     | 0.71             |
| 66b | 14b | "Lobinho na Lua (BR)" "Moonwolfy"                                   | Christian De Vita | ASA         | ASA     | 0.71             |
| 67a | 15a | "Conflito na Montanha do Mistério (BR)" "Clash on Mystery Mountain" | Christian De Vita | ASA         | ASA     | 0.71             |
| 67b | 15b | "Um Mini Ninjalino Problema (BR)" "A Teeny Weeny Problem"           | Christian De Vita | ASA         | ASA     | 0.71             |
| 68a | 16a | "Tire o Romeo do caminho (BR)" "Take Romeo Off The Road"            | Christian De Vita | ASA         | ASA     | 0.71             |
| 68b | 16b | "Missão: Explorador PJ (BR)" "Mission: PJ Seeker"                   | Christian De Vita | ASA         | ASA     | 0.71             |
| 69a | 17a | "Poderes Lobinho (BR)" "Wolfy Powers"                               | Christian De Vita | ASA         | ASA     | 0.71             |
| 69b | 17b | "Fazendo o Lagartixo (BR)" "Do the Gekko"                           | Christian De Vita | ASA         | ASA     | 0.71             |
| 70a | 18a | "Tom Tatu, Herói em Ação (BR)" "Armadylan, Action Hero"             | Christian De Vita | ASA         | ASA     | 0.71             |
| 70b | 18b | "Super Músculos Exibidos (BR)" "Super Muscles Show Off"             | Christian De Vita | ASA         | ASA     | 0.71             |
| 71a | 19a | "Pegadinha sobre Rodas (BR)" "The Prank Wheelz"                     | Christian De Vita | ASA         | ASA     | 0.71             |
| 71b | 19b | "Cadê o Lobo de Rodas? (BR)" "Where's The Wolf Wheelz?"             | Christian De Vita | ASA         | ASA     | 0.71             |
| 72a | 20a | "Vilão do Céu (BR)" "Villain of the Sky"                            | Christian De Vita | ASA         | ASA     | 0.71             |
| 72b | 20b | "Guardiã do Céu (BR)" "Protector of the Sky"                        | Christian De Vita | ASA         | ASA     | 0.71             |
| 73  | 21  | "Os PJ Masks Salvam o Natal (BR)" "The PJ Masks Save Christmas"     | Christian De Vita | ASA         | ASA     | 0.71             |
| 74a | 22a | "A Música do Romeu (BR)" "Romeo's Melody"                           | Christian De Vita | ASA         | ASA     | 0.71             |
| 74b | 22b | "PJ Robô Assume o Comando (BR)" "PJ Robot Takes Control"            | Christian De Vita | ASA         | ASA     | 0.71             |
| 75a | 23a | "PJ Piratas do Céu (BR)" "PJ Sky Pirates"                           | Christian De Vita | ASA         | ASA     | 0.71             |
| 75b | 23b | "O Sumiço dos Ninjalinos (BR)" "The Disappearing Ninjas"            | Christian De Vita | ASA         | ASA     | 0.71             |
| 76a | 24a | "Lagartixo Por Toda a Parte (BR)" "Gekko Everywhere"                | Christian De Vita | ASA         | ASA     | 0.71             |
| 76b | 24b | "Lagartixo Assume o Comando (BR)" "Gekko Takes Charge"              | Christian De Vita | ASA         | ASA     | 0.71             |
| 77a | 25a | "Mariposuki Irmã Mais Velha (BR)" "Big Sister Motsuki"              | Christian De Vita | ASA         | ASA     | 0.71             |
| 77b | 25b | "Penetra Na PJ Festa (BR)" "PJ Party Crasher"                       | Christian De Vita | ASA         | ASA     | 0.71             |
| 78a | 26a | "O Mestre do Fosso (BR)" "Master of the Moat"                       | Christian De Vita | ASA         | ASA     | 0.71             |
| 78b | 26b | "PJ Robô versus Romeo (BR)" "PJ Robot vs. Romeo"                    | Christian De Vita | ASA         | ASA     | 0.71             |

### Novos Episódios
| #   | Títulos                                         | Dirigido por      | Escrito Por | Estreia               | Audiência em milhões |
| --- | ----------------------------------------------- | ----------------- | ----------- | --------------------- | -------------------- |
| 26a | ''A Festa a Fantasia'' (BR) ''Transformations'' | Christian de Vita | Lisa Akrust | 7 de novembro de 2018 |                      |
|     |                                                 |                   |             |                       |                      |
|     |                                                 |                   |             |                       |                      |

Ghostforce